# The Lumineers
The Lumineers — американская рок-группа, играющая в стилях фолк-рок, инди-рок и американа. Номинант премии Грэмми и других наград.

## История
См. также «The Lumineers History» в английском разделе.
Группа была основана в 2002 году в Нью-Джерси (Ramsey, New Jersey).

## Награды и номинации

### Americana Music Honors & Awards
| Год  | Номинируемая работа | Категория        | Результат |
| ---- | ------------------- | ---------------- | --------- |
| 2013 | «Ho Hey»            | Song of the Year | Номинация |

### BillboardMusic Awards
| Год  | Номинируемая работа | Категория      | Результат |
| ---- | ------------------- | -------------- | --------- |
| 2013 | The Lumineers       | Top New Artist | Номинация |
| 2013 | The Lumineers       | Top Rock Album | Номинация |
| 2013 | «Ho Hey»            | Top Rock Song  | Номинация |

### Grammy Awards
| Год  | Номинируемая работа | Категория            | Результат |
| ---- | ------------------- | -------------------- | --------- |
| 2013 | The Lumineers       | Best New Artist      | Номинация |
| 2013 | The Lumineers       | Best Americana Album | Номинация |

## Дискография
См. также «The Lumineers Discography» в английском разделе.
- The Lumineers (2012)
- Cleopatra (2016)
- III (2019)
- Brightside (2022)
- Automatic (2025)